# Avidia
Avidia (a volte indicata come Avidia Plauzia, in latino: Avidia Plautia; Faventia, ... – ...; fl. 118-138) è stata una nobildonna romana, madre dell'imperatore Lucio Vero.

## Biografia
Avidia nacque a Faventia agli inizi del II secolo. Era figlia del senatore romano Gaio Avidio Nigrino, mentre è incerta l'identità della madre, che potrebbe essere sia la prima moglie di Nigrino, il cui nome è ignoto, o la seconda, una Plauzia. 
La gens Avidia era una famiglia ricca e in vista: avevano legami con lo storico Plutarco, con il senatore Plinio il Giovane e persino con l'imperatore Traiano e la sua famiglia, oltre ad aver storicamente ricoperto posizioni di prestigio sotto gli imperatori Domiziano e Tiberio, sia a Roma che in Grecia. 
Ciononostante, nel 118, quando Avidia era bambina, suo padre fu arrestato e giustiziato perché coinvolto in un fallito complotto contro l'imperatore Adriano, erede di Traiano. In seguito, Plauzia si risposò, crescendo quindi Avidia nella casa del suo nuovo marito, Sesto Vettuleno Civica.
Nel 130, Avidia sposò il senatore Lucio Ceionio Commodo, che nel 136 fu adottato come erede da Adriano e cambiò nome in Lucio Elio Cesare. Ebbero quattro figli, due maschi e due femmine:
- Lucio Vero (130 - 169), imperatore romano dal 161 fino alla sua morte insieme a Marco Aurelio, di cui sposò, nel 164, la figlia Lucilla (precedentemente fidanzato con Faustina, che poi sposò invece lo stesso Marco Aurelio da cui ebbe quattordici figli, inclusa Lucilla), con discendenza;
- Gaio Avidio Ceionio Commodo, probabilmente morto durante l'infanzia;
- Ceionia Fabia, inizialmente fidanzata con Marco Aurelio, sposò invece Plauzio Quintillo dopo che lui ruppe il fidanzamento per sposare Faustina, con discendenza;
- Ceionia Plauzia, sposò Quinto Servilio Pudente. La loro figlia, Servilia, sposò Giunio Licinio Balbo, da cui ebbe un figlio omonimo che potrebbe aver sposato Antonia Gordiana, figlia di Gordiano I e sorella di Gordiano II e Gordiano III.

Elio Cesare morì il 1º gennaio 138, sei mesi prima di Adriano, che scelse come nuovo erede Antonino Pio, che a sua volta adottò come eredi Lucio Vero e Marco Aurelio, che co-regnarono dopo la sua morte.
Dopo la morte del marito, Avidia scompare dalle fonti. Non è perciò noto se si sia risposata, né se sia vissuta abbastanza a lungo da vedere suo figlio divenire imperatore nel 161. È tuttavia possibile che lei sia l'Avidia Plauzia che sposò Lucio Tizio Epido Aquilino ed ebbe Lucio Tizio Plauzio Aquilino, console nel 162, e Plauzio Quintilio, console nel 159, anche se questa potrebbe essere una sua sorella o sorellastra.